# Informer
Informer is een nummer uit 1992 van de Canadese reggae-artiest Snow. Het nummer is de eerste single van zijn debuutalbum 12 Inches of Snow uit 1993. Het nummer werd geproduceerd door MC Shan (Shawn Moltke), die ook meezong op het nummer. De single stond zeven opeenvolgende weken op nummer één in de Billboard Hot 100 in de Verenigde Staten.
Het nummer behaalde ook de eerste plaats in de hitlijsten van Oostenrijk, Duitsland, Finland, Ierland, Nieuw-Zeeland, Noorwegen, Zweden, Zwitserland, en in de Europese Eurochart Hot 100 Singles.
In Nederland stond het nummer van 1 t/m 15 mei 1993 op nummer 2 in de Nederlandse Top 40, achter Mr. Blue van René Klijn en What Is Love van Haddaway.
In België stond Informer op nummer 2 in de Ultratop 50 Singles van 22 mei t/m 5 juni 1993, achter What Is Love van Haddaway.

## Hitnoteringen

### Nederland
| "Informer" in de Nederlandse Top 40 - binnen: 03-04-1993 (wk 14-1993) | "Informer" in de Nederlandse Top 40 - binnen: 03-04-1993 (wk 14-1993) | "Informer" in de Nederlandse Top 40 - binnen: 03-04-1993 (wk 14-1993) | "Informer" in de Nederlandse Top 40 - binnen: 03-04-1993 (wk 14-1993) | "Informer" in de Nederlandse Top 40 - binnen: 03-04-1993 (wk 14-1993) | "Informer" in de Nederlandse Top 40 - binnen: 03-04-1993 (wk 14-1993) | "Informer" in de Nederlandse Top 40 - binnen: 03-04-1993 (wk 14-1993) | "Informer" in de Nederlandse Top 40 - binnen: 03-04-1993 (wk 14-1993) | "Informer" in de Nederlandse Top 40 - binnen: 03-04-1993 (wk 14-1993) | "Informer" in de Nederlandse Top 40 - binnen: 03-04-1993 (wk 14-1993) | "Informer" in de Nederlandse Top 40 - binnen: 03-04-1993 (wk 14-1993) | "Informer" in de Nederlandse Top 40 - binnen: 03-04-1993 (wk 14-1993) | "Informer" in de Nederlandse Top 40 - binnen: 03-04-1993 (wk 14-1993) | "Informer" in de Nederlandse Top 40 - binnen: 03-04-1993 (wk 14-1993) | "Informer" in de Nederlandse Top 40 - binnen: 03-04-1993 (wk 14-1993) | "Informer" in de Nederlandse Top 40 - binnen: 03-04-1993 (wk 14-1993) |
| Week                                                                  | 1                                                                     | 2                                                                     | 3                                                                     | 4                                                                     | 5                                                                     | 6                                                                     | 7                                                                     | 8                                                                     | 9                                                                     | 10                                                                    | 11                                                                    | 12                                                                    | 13                                                                    | 14                                                                    |                                                                       |
| --------------------------------------------------------------------- | --------------------------------------------------------------------- | --------------------------------------------------------------------- | --------------------------------------------------------------------- | --------------------------------------------------------------------- | --------------------------------------------------------------------- | --------------------------------------------------------------------- | --------------------------------------------------------------------- | --------------------------------------------------------------------- | --------------------------------------------------------------------- | --------------------------------------------------------------------- | --------------------------------------------------------------------- | --------------------------------------------------------------------- | --------------------------------------------------------------------- | --------------------------------------------------------------------- | --------------------------------------------------------------------- |
| Nummer                                                                | 36                                                                    | 15                                                                    | 7                                                                     | 3                                                                     | 2                                                                     | 2                                                                     | 2                                                                     | 3                                                                     | 3                                                                     | 4                                                                     | 8                                                                     | 12                                                                    | 21                                                                    | 35                                                                    | uit                                                                   |

### België
| "Informer" in de Ultratop 50 Singles - binnen: 17-04-1993 (wk 16-1993) | "Informer" in de Ultratop 50 Singles - binnen: 17-04-1993 (wk 16-1993) | "Informer" in de Ultratop 50 Singles - binnen: 17-04-1993 (wk 16-1993) | "Informer" in de Ultratop 50 Singles - binnen: 17-04-1993 (wk 16-1993) | "Informer" in de Ultratop 50 Singles - binnen: 17-04-1993 (wk 16-1993) | "Informer" in de Ultratop 50 Singles - binnen: 17-04-1993 (wk 16-1993) | "Informer" in de Ultratop 50 Singles - binnen: 17-04-1993 (wk 16-1993) | "Informer" in de Ultratop 50 Singles - binnen: 17-04-1993 (wk 16-1993) | "Informer" in de Ultratop 50 Singles - binnen: 17-04-1993 (wk 16-1993) | "Informer" in de Ultratop 50 Singles - binnen: 17-04-1993 (wk 16-1993) | "Informer" in de Ultratop 50 Singles - binnen: 17-04-1993 (wk 16-1993) | "Informer" in de Ultratop 50 Singles - binnen: 17-04-1993 (wk 16-1993) | "Informer" in de Ultratop 50 Singles - binnen: 17-04-1993 (wk 16-1993) | "Informer" in de Ultratop 50 Singles - binnen: 17-04-1993 (wk 16-1993) | "Informer" in de Ultratop 50 Singles - binnen: 17-04-1993 (wk 16-1993) | "Informer" in de Ultratop 50 Singles - binnen: 17-04-1993 (wk 16-1993) |
| Week                                                                   | 1                                                                      | 2                                                                      | 3                                                                      | 4                                                                      | 5                                                                      | 6                                                                      | 7                                                                      | 8                                                                      | 9                                                                      | 10                                                                     | 11                                                                     | 12                                                                     | 13                                                                     |                                                                        |                                                                        |
| ---------------------------------------------------------------------- | ---------------------------------------------------------------------- | ---------------------------------------------------------------------- | ---------------------------------------------------------------------- | ---------------------------------------------------------------------- | ---------------------------------------------------------------------- | ---------------------------------------------------------------------- | ---------------------------------------------------------------------- | ---------------------------------------------------------------------- | ---------------------------------------------------------------------- | ---------------------------------------------------------------------- | ---------------------------------------------------------------------- | ---------------------------------------------------------------------- | ---------------------------------------------------------------------- | ---------------------------------------------------------------------- | ---------------------------------------------------------------------- |
| Nummer                                                                 | 38                                                                     | 28                                                                     | 13                                                                     | 7                                                                      | 4                                                                      | 2                                                                      | 2                                                                      | 2                                                                      | 4                                                                      | 4                                                                      | 6                                                                      | 8                                                                      | 19                                                                     | uit                                                                    |                                                                        |

## Positionering in weeklijsten
| Land                | Hitlijst (1993)         | Hoogste notering |
| ------------------- | ----------------------- | ---------------- |
| Australië           | ARIA Charts             | 1                |
| België              | Ultratop 50 Singles     | 2                |
| Canada              | RPM                     | 9                |
| Duitsland           | Musikmarkt Top 100      | 1                |
| Europese Unie       | Eurochart Hot 100       | 1                |
| Finland             | Suomen virallinen lista | 1                |
| Frankrijk           | SNEP                    | 3                |
| Ierland             | IRMA                    | 1                |
| Italië              | FIMI                    | 14               |
| Nederland           | Nederlandse Top 40      | 2                |
| Nieuw-Zeeland       | RIANZ                   | 1                |
| Noorwegen           | VG-lista                | 1                |
| Oostenrijk          | Ö3 Austria Top 40       | 2                |
| Spanje              | AFYVE                   | 1                |
| Verenigd Koninkrijk | UK Singles Chart        | 2                |
| Verenigde Staten    | Billboard Hot 100       | 1                |
| Verenigde Staten    | Hot Dance Club Play     | 24               |
| Verenigde Staten    | Hot R&B/Hip-Hop Songs   | 10               |
| Verenigde Staten    | Rap Songs               | 1                |
| Verenigde Staten    | Top 40 Mainstream       | 12               |
| Zweden              | Sverigetopplistan       | 1                |
| Zwitserland         | Schweizer Hitparade     | 1                |

## Trivia
- In 2022 maakte Gerard Ekdom, geïnspireerd door de hoge inflatie, voor zijn programma “Ekdom in de Morgen” op Radio 10 een jingle “Inflatie” op de muziek van Informer. [noot 1]